# Rio da Divisa
 (mai 2017).
Le rio da Divisa est une rivière brésilienne de l'intérieur de l'État de Santa Catarina.

## Géographie
Il naît à la frontière des municipalités de Painel et Urupema. Il s'écoule vers le sud-ouest, marquant toujours la limite entre ces deux municipalités, avant de se jeter dans le rio Lava-Tudo.